# Специјални резерват природе Мала јасенова глава
Специјални резерват природе Мала јасенова глава је заштићено природно добро од изузетног значаја на територији града Бољевац и истоимене општине. 

## Простор
Ово заштићено подручје се простире на површини од 6,30 хектара, на планини Јужни Кучај (Кучајске планине) између Ресаве, Злотске реке и Црног Тимока у источној Србији, у атару села Криви Вир у општини Бољевац.
Резерватом управља Шумско газдинство Тимочке шуме Бољевац, у потпуности у државној својини.

## Категорија заштићеног подручја
Унутар овог заштићеног природног добра од изузетног значаја успоставља се режим заштите другог степена.
Специјални резерват природе Мала јасенова глава заузима део шумског комплекса Јужног Кучаја, у пределу званом Јасенова глава, у близини коте 852 м.н.в. на надморској висини од 650 до 770 m, са експозицијом север–североисток.

## Биљни свет
На површини Специјалног резервата природе Мала јасенова глава налази се специфична полидоминантна, реликтна шумска заједница Мезијске букве (Fagus moesica L.) и Европске тисе (Taxus baccata L.).
Основну вредност резервата представља Европска тиса која заједно са Мезијском буквом чини грађевински тип реликтне заједнице. Оваква тиса као терцијарни реликт се спорадично јавља у Србији. За разлику од осталих, ова заједница тисе је једна од њених најочуванијих у Србији. Број јединки, њихова виталност, изглед, величина и младост представљају једну од најпродуктивнијих, највећих и највиталнијих популација тисе у Србији.
Овим се едификаторским врстама придружују и друге врсте дрвећа и жбуња: Млеч (Acer platanoides), Маклен (Acer monspessulanum), Белограбић (Carpinus orientalis), Црни јасен (Fraxinus ornus), Планински јавор (Acer heldreichii), Црвена зова (Sambucus racemosa), Врба ива (Salix caprea), Широколисна кострика (Ruscus hypoglossum) и Ременик (Daphne blagayana).